# Autômato ω
Na teoria de autômatos, um ramo da teoria da computação, um autômato ω é uma variação do autômato finito que roda sobre cadeias infinitas como entrada, ao invés de finitas. Uma vez que um ω-autômato não para, eles têm uma variedade de condições de aceitação, em vez de simplesmente um conjunto de estados de aceitação.
ω-autômatos são úteis para a especificação de comportamento de sistemas que não são esperados para terminar, como hardware, sistemas operacionais e sistemas de controle. Para tais sistemas, você pode querer especificar uma propriedade, como "para cada pedido, uma confirmação, eventualmente, segue", ou sua negação "existe um pedido que não é seguido por uma confirmação". O último é uma propriedade das palavras infinitas: nada se pode dizer de uma sequência finita que satisfaz esta propriedade.
Classes de ω-autômatos incluem o  autômatos de Büchi, 'Rabin de autômatos', 'autômatos de Streett, 'autômatos de paridade e  Muller autômatos,  determinístico ou não determinístico. Essas classes de ω-autômatos diferem apenas em termos de  condicionar a aceitação. Todos eles reconhecem precisamente a  linguagens ω regulares , excepto pelos autômatos do Büchi determinísticos, que são estritamente mais fracos do que todos os outros. Embora todos estes tipos de autômatos reconhecem o mesmo conjunto de linguagens ω, eles ainda diferem em concisão de representação para uma dada linguagem ω.

## Autômato ω determinístico
Formalmente, um autômato ω determinístico é uma tupla A = (Q,Σ,δ,q0,Acc) que consiste nos seguintes componentes:
- Q é um conjunto finito. Os elementos de Q são chamados de estados de A.
- Σ é um conjunto finito chamado de alfabeto de A.
- δ: Q × Σ → Q é uma função, chamada de função de transição de A.
- q0 é um elemento de Q, chamado de estado inicial.
- Acc é a condição de aceitação, formalmente um subconjunto de Qω

Uma entrada para A é uma string infinita sobre o alfabeto Σ, i.e. é uma sequencia infinita α = (a1,a2,a3,...).
A execução de A em tal entrada é uma sequencia infinita ρ = (r0,r1,r2,...) de estados, definidos da seguinte forma:
- r0 = q0.
- r1 = δ(r0,a1).
- r2 = δ(r1,a2).

...
- rn = δ(rn-1,an).

A finalidade principal de um autômato ω é definir um subconjunto do conjunto de todas as entradas: O conjunto de entradas aceitas. Considerando que, no caso de um simples autômato finito cada corrida termina com um estado rn e a entrada é aceita se e somente se rn é um estado de aceitação, a definição do conjunto de entradas aceitas é mais complicado para autômatos ω.
Aqui devemos olhar para a execução completa de ρ. A entrada é aceita se a execução correspondente está em Acc. Oconjunto de entradas de palavras ω aceitas é chamado de linguagem ω reconhecida  por um autômato, que é denotado como L(A).
A definição de Acc como subconjunto de Qω é puramente formal e não adequado pra prática porque normalmente tais conjuntos são infinitos. A diferença entre vários tipos de autômatos ω (Büchi, Rabin etc.) consiste em como eles codificam determinados subconjuntos Acc de Qω como conjuntos finitos, e portanto em quais subconjuntos eles podem codificar.

## Autômatos ω não-determinísticos
Formalmente, um autômato ω não-determinístico é uma tupla A = (Q,Σ,Δ,Q0,Acc) que consiste dos seguintes componentes:
- Q é um conjunto finito. Os elementos de Q são chamados de estados de A.
- Σ é um conjunto finito chamado de alfabeto de A.
- Δ é um subconjunto de Q × Σ × Q e é chamado de relação de transição de A.
- Q0 é um subconjunto de Q, conjunto inicial de estados.
- Acc é a condição de aceitação, um subconjunto de Qω.

Ao contrário de um autômato ω determinístico que tem uma função de transição δ, a versão não-determinística tem uma transição relação Δ. Note-se que Δ pode ser considerada como uma função : Q × Σ → P(Q) de Q × Σ para o conjunto das partes P(Q). Assim, dado o estado qn e o símbolo an, o próximo estado qn+1 não é necessariamente determinada de forma exclusiva, uma vez que há um conjunto de estados possíveis próximos.
A execução de A sobre a entrada α = (a1,a2,a3,...) é qualquer sequencia infinita ρ = (r0,r1,r2,...) de estados que satifaz as seguinte condições
- r0 é um elemento de Q0.
- r1 é um elemento de Δ(r0,a1).
- r2 é um elemento de Δ(r1,a2).

...
- rn é um elemento de Δ(rn-1,an).

Um autômato ω não-determinístico pode admitir muitas execuções diferentes em qualquer dada entrada, ou mesmo nenhuma. A entrada é aceita se, pelo menos, uma das execuções possíveis aceitar. Se uma execução é aceita, depende apenas de Acc, como por autômato ω determinístico.
Cada autômato ω determinístico pode ser considerada como um autômato ω não-determinístico tomando Δ para ser o grafo de δ. As definições de execuções e de aceitação para autômatos ω determinísticos são, então, os casos especiais dos casos não determinísticos.

## Condições de aceitação
Condição de aceitação pode ser um conjunto infinito de palavras ômega. Assim, as pessoas em sua maioria estudam as condições de aceitação que são apenas finitamente representáveis. A seguir listamos uma variedade de condições de aceitação popular.
Antes de discutir a lista, vamos fazer seguinte observação. No caso de sistemas infinitamente em funcionamento, muitas vezes tem-se interesse em se certo comportamento é repetido muitas vezes infinitamente. Por exemplo, se uma placa de rede recebe pedidos de ping infinitos, então pode deixar de responder a alguns dos pedidos, mas deve responder a um subconjunto infinito de solicitações de ping recebidas. Isto motiva a seguinte definição: Para qualquer execução ρ, deixe Inf(ρ) ser o conjunto de estados que ocorrem frequente e  infinitamente em  ρ. Esta noção de certos estados a ser visitado infinitas vezes será útil na definição das condições de aceitação a seguir. 
- Um autômato de Büchi é um autômato ω A que usa as seguintes condições de aceitação, para algum subconjunto F de Q:

condição de BüchiA aceita exatamente aquelas execuções de ρ pelas quais Inf(ρ) ∩ F não é vazia, i.e. existe um estado de aceitação que ocorre frequente e infinitamente in ρ.
Uma vez que F é finito, isso é equivalente a condição que ρn é aceita por uma quantidade infinita de números naturais  n.
- Um autômato de Rabin é um autômato ω A que usa a seguinte condição de aceitação, para algum conjunto  Ω de pares (Ei,Fi) de conjunto de estados:

Condição de RabinA aceita exatamente aquelas execuções ρ pelas quais existem um par (Ei,Fi) em Ω tal que Ei ∩ Inf(ρ) é vazio e Fi ∩ Inf(ρ) não é vazio.
- Um autômato de Streett é um autômato ω A que usa as seguinte condição de aceitação, para algum conjunto Ω de pares (Ei,Fi) de conjuntos de estados:

Condição de StreettA aceita exatamente aquelas execuções ρ pelas quais para  todos os pares (Ei,Fi) em Ω, Ei ∩ Inf(ρ) não é vazio ou Fi ∩ Inf(ρ) é vazio.
A condição de Streett é a negação da condição de Rabin. Portanto, um autômato determinístico de Streett aceita exatamente o complemento d linguagem aceita pelo autômato determinístico de Rabin composto pelos mesmos dados com todos os Li e Ui trocados.
- Um autômato de paridade é um autômato A cujo conjunto de estados é Q = {0,1,2,...,k} para algum número natural k, e que tem a seguinte condição de aceitação:

Condição de paridadeA aceita ρ se e somente se é ainda o menor número em Inf(ρ).
- Um Autômato de Muller é um autômato ω A que usa as seguinte condição de aceitação, para um subconjunto F de P(Q) (o conjunto das partes de Q):

Condição de MullerA aceita exatamente aquelas execuções ρ pelas quais Inf(ρ) é um elemento de F.
Cada autômato de Büchi pode ser considerado um autômato de Muller. é suficiente substituir F por F' consistindo de todos os subconjuntos de  Q que contêm pelo menos um elemento de F.
Similarmente cada autômato de Rabin, Streett ou Paridade pode também ser considerado um autômato de Muller.

## Exemplo

Um exemplo de um autômato não determinístico de büchi

A seguinte linguagem ω L sobre o alfabetoΣ = {0,1} que pode ser conhecida por um autômato não determinístico de Büchi:
L consiste de todas as palavras ω em Σω em que 1 ocorre apenas um número finito de vezes.
Um autômato não determinístico de Büchi que reconhece L precisa apenas de dois estados q0 (o estado inicial) e q1. Δ consiste das triplas (q0,0,q0), (q0,1,q0), (q0,0,q1) e (q1,0,q1).
F = {q1}. Para qualquqer entrada α em que 1 ocorre apenas um quantidade finita de vezes, existe uma execução que fica no estado q0 enquanto tiverem 1s para ler, e vai para o estado q1 depois. Essa execução é bem sucessida. Se existe infinitos 1s, então existe apenas uma possível execução: A que sempre fica no estado q0. (Uma vez que a máquina tenha deixado q0 e alcançado q1, não pode retornar. Se outro 1 é lido, não há nenhum estado sucessor.)
Observe que a línguagem acima não pode ser reconhecida por um autômato determinístico de Büchi, que pode ser demonstrado utilizando o facto de que existem apenas um número finito de estados no autômato.

## Poder expressivo de um autômato ω
Uma linguagem ω sobre um alfabeto finito Σ é o conjunto de palavras ω sobre Σ, i.e. é um subconjunto de Σω. Uma linguagem ω  sobre Σ é conhecida por um autômato ω A (com o mesmo alfabeto) se é o conjunto de todas as palavras ω aceitas por A.
O expressivo poder da classe do autômatos ω é medido pela classe de todas as linguagens ω, que podem ser reconhecidas por algum autômato na classe.
Os autômatos não determinísticos de Büchi, paridade, Rabin, Streett e Muller, respectivamente, todos reconhecem exatamente a mesma classe de linguagens ω. Esses são conhecidos como fechamento de ω-Kleene para linguagens regulares ou como as linguagens ω regulares.
Usando provas diferentes também pode ser mostrado que os autômatos determinísticos de paridade, Rabin, Streett e Muller reconhencem as linguagens ω regulares.
Daqui decorre que a classe das linguagens ω regulares é fechada sob complementação.
No entanto, o exemplo acima mostra que a classe de autômatos determinísticos de Büchi é estritamente mais fraco.

## Referencias
- Farwer, Berndt (2002), «ω-Automata», in:  Grädel, Erich; Thomas, Wolfgang; Wilke, Thomas, Automata, Logics, and Infinite Games, ISBN 978-3-540-00388-5, Lecture Notes in Computer Science, Springer, pp. 3–21.
- Automata on Infinite Words Slides for a tutorial by Paritosh K. Pandya.

## Leitura complementar
- Perrin, Dominique; Pin, Jean-Éric (2004), Infinite Words: Automata, Semigroups, Logic and Games, ISBN 978-0-12-532111-2, Elsevier
- Thomas, Wolfgang (1990), «Automata on infinite objects», in:  van Leeuwen, Jan, Handbook of Theoretical Computer Science, vol. B, ISBN 978-0-262-22039-2, MIT Press, pp. 133–191